# 电枢

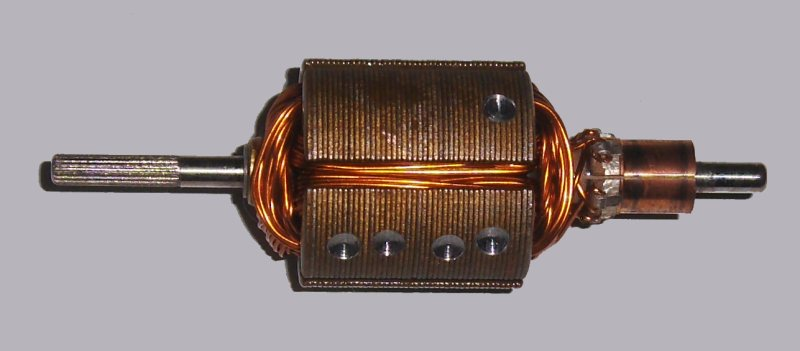
微型电机的一个直流电枢

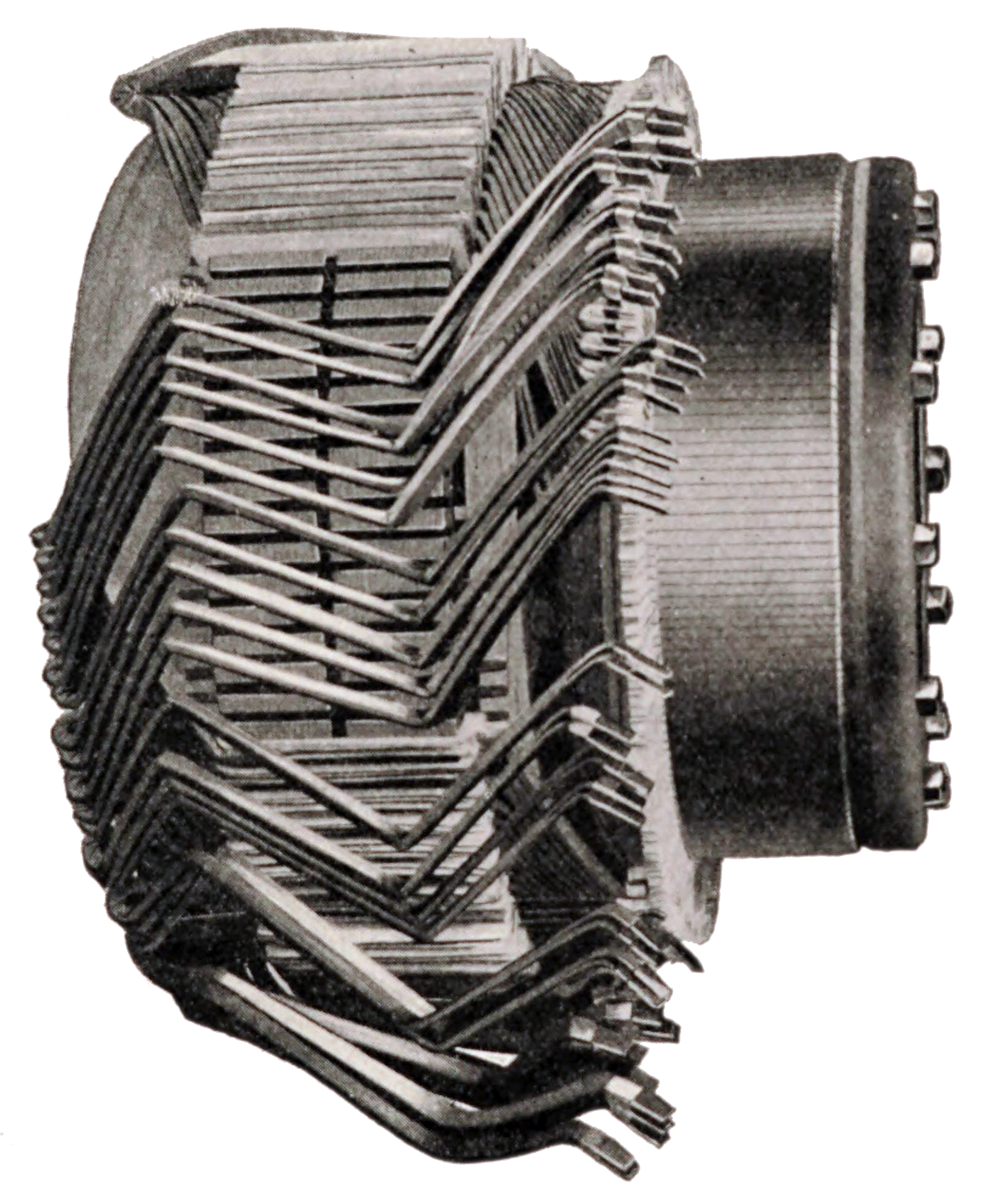
一个直流电枢半成品的部分绕组

在电气工程中，电枢（英語：armature）为电磁设备中在磁场影响下运动或在机器中传输感应电流的部件，在大多数情况下是指电机中传输交流电的部件，在电机运行中起着重要作用。

## 名称
一词在19世纪中期被首次用于电气领域，原意为Magnet keeper。交流發電機或相关设备的部件可以用机械术语或电气术语表示，尽管这两套术语截然不同，但它们经常被交替使用，也存在包括一个机械术语和一个电气术语组合的使用方式。比如使用无刷交流电机等复合机械或与习惯于不同配置机械的人交流时。
“电枢”一词亦可被用于除电机外的其他领域如：电枢是电磁炮的重要组成部件，用于直接将电能转化为动能，其关系到电磁炮的发射性能；而永磁体或电磁铁的极片和作为电气开关或继电器的螺線管的活动铁件也可称为电枢。

## 结构
电枢一般由四个基本部件组成：铁芯、绕组、换向器和主轴。

### 铁芯
电枢铁芯由许多金属薄板（多为硅钢片）叠成，每片的厚度约为0.5毫米，取决于工频大小。这些金属薄板产生的能量损耗被称为铁损，是由金属薄片在旋转磁场中感应产生的涡流造成的。只要设备运行，涡流的产生就不可避免，但是可以将完整的金属板分成若干薄片可使涡流在数个平面内单独形成以大大减少损耗。

### 绕组

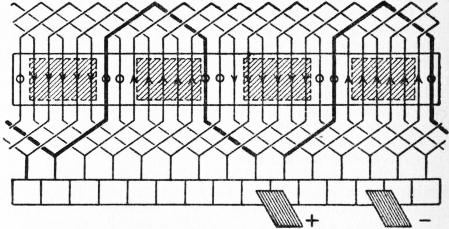
带换向器的直流电机绕组示意图，图示为波绕组

绕组（即线圈组）分布在电机转子或定子气隙的整个表面上，一般固定在被定子磁铁覆盖的转子或电枢的槽中。其分布和磁场每极槽数的选择对电机的设计和性能有很大影响，例如会影响到直流电机的换向或交流电机的波形。
绕组有两种类型：叠绕组和波绕组。在叠绕组中，串联的两个元件总是后一个元件的端接部分紧叠在前一个元件端的接部分，整个绕组成折叠式前进，而在波绕组中则是把相隔约为一对极距的同极性磁场下的相应元件串联起来，如波浪般前进。对于给定额定功率的电机，波绕组更适用于大电流和低电压场景。
绕组绕线由铜或铝制成。铜电枢绕线具有较强的导电性，可提高电气效率。铝电枢绕线比铜线更轻、更便宜。

### 主轴
主轴是一根安装在两个垂直于电枢主轴所在直线的轴承之间的硬杆。主轴的直径和刚度应足够大以分别提供启动电动机所需的扭矩和抵抗失衡力。值得注意的是，只有当电枢作为转子的一部分时主轴才会作为其构成部件，作为定子时电枢无主轴。

## 影响因素
电枢的设计对电机的性能和效率有很大影响，主要取决于以下几点：
- 槽数：槽用于容纳电枢绕组并提供机械支撑。这里的槽数并非电枢总槽数，而是指电枢绕组每相每极下占有的槽数（每相每极槽数），用字母{\displaystyle q}表示：

{\displaystyle q={\frac {Z}{2pm}}}
其中，{\displaystyle Z}为总槽数，{\displaystyle p}为极对数（{\displaystyle 2p}为极数），{\displaystyle m}为电机的相数。
若{\displaystyle q=1}为集中绕组，若{\displaystyle q>1}为分布绕组。分布绕组可以有效减少高次谐波，从而使转矩更为平稳并减少损耗。
- 槽形：槽可以打开或关闭，这取决于电机类型。槽形主要有两种：开槽和闭槽。开槽的槽口宽度等于槽宽，为平行槽，用于成型绕组，便于嵌线，一般于大、中型电机中应用。闭槽的槽口宽度很窄，可以减小主磁路的磁阻，从而减小励磁电流，用于散嵌绕组，一般于小型电机中应用。
- 绕组类型：参看§ 绕组。
- 导线尺寸：导线用于承载电枢绕组中的电流。通常情况下，导线尺寸越大，电枢的效率越高。其尺寸的具体大小往往取决于电机的类型。比如，在大型电机中，电流密度较大，导体中的集膚效應更为明显，这使电枢的附加损耗增大。为了减小这种附加损耗，导线尺寸必须足够大。但是导线尺寸越大，导线就越重，成本也随之增加。因此，导线尺寸的选择对于电枢的设计至关重要。
- 气隙（英语：Air gap (magnetic)）长度：定子和转子两极之间空气隙的长度，对电机性能有重大影响。气隙长度会影响电机的励磁电流，对于中小型电机来说，缩短气隙长度可以减小励磁电流，提高功率因数。但同时也会使谐波磁场增大，附加损耗增加，起动转矩下降。因此，单就提高电机功率因数而言，气隙须尽量小，但应在机械加工条件所容许的范围内。[14][15]:145-146

## 约束条件
- 电动势方程：将电枢中的感应电动势（EMF）与磁通量、转速和绕组匝数相关联，可用于确定给定输出电压和功率下电枢所需的尺寸和参数：

{\displaystyle {{E}_{\text{a}}}=\Phi {\frac {np{\text{Z}}}{60A}}}
其中，{\displaystyle {{E}_{\text{a}}}}为感应电动势（单位：V），{\displaystyle \Phi }为每极磁通量（单位：Wb），{\displaystyle {\text{Z}}}为绕组串联匝数，{\displaystyle n}为转速（单位：rpm），{\displaystyle p}为极对数，{\displaystyle A}为并联支路数。
- 磁动势方程：将电枢绕组产生的磁动势（MMF）与绕组的电流和匝数相关联，可用于确定给定磁动势和磁通所需的电流和匝数：

{\displaystyle {{F}_{\text{a}}}={\frac {{{I}_{\text{a}}}{\text{Z}}}{2A}}}
其中，{\displaystyle {{F}_{\text{a}}}}为磁动势（单位：A·匝），{\displaystyle {{I}_{\text{a}}}}为电枢电流（单位：A），{\displaystyle {\text{Z}}}为绕组串联匝数，{\displaystyle A}为并联支路数。
- 转矩方程：将电枢产生的转矩与功率和转速相关联，用于确定给定转矩和负载所需的功率和转速：

{\displaystyle T={\frac {P}{\Omega }}}
其中，{\displaystyle T}为转矩（单位：N·m），{\displaystyle P}为功率（单位：W），{\displaystyle \Omega }为角速度（单位：rad/s）。

## 作用
电枢的作用有两个，一是在磁场中传输电流，从而在旋转式机器中产生軸力矩或在直线机器中产生力，二是产生電動勢（EMF）。
电枢和磁场的相对运动会产生电动势。在电动机中，电磁场与电枢电流方向相反，电枢将电力转换为力矩形式的机械力并通过轴传递，在发电机中，电枢电磁场驱动电枢电流，并将轴的动能转换为电能。
一般地，电机中的主磁場（主磁通）由永久磁铁或由导电线圈组成的电磁铁产生，电枢绕组与气隙中主磁通的相互作用产生电枢磁场，电枢磁场产生的电枢磁通可以用于为电机提供动力使之能够旋转。在直流电机中，产生主磁通的磁铁是定子，电枢则始终是转子的一部分，电枢绕组通过直流电源获得电流并在主磁通的影响下产生一个力，从而产生一个转矩使电机旋转。由于换向器（周期性地改变电流方向）或电子换向（如无刷直流电机）的逆变作用，即使在直流电机中也能传输交流电。在交流电机中，磁铁作为转子的一部分是旋转的，电枢作为定子的一部分是静止的。交流电机最初使用的是三相电源固定式绕组，这种固定式绕组会产生旋转磁场（RMF），该磁场与静止磁场相互作用，产生转矩使转子旋转。

## 电枢损耗
电枢在运行过程中会产生若干损耗，这些损耗会降低电枢的效率和性能。电枢损耗主要分成以下几种：
- 铜损耗：电枢电阻造成的功率损耗，与电枢电流的平方成正比。铜损耗可以通过使用较粗的导线或增加并联支路数来减少。铜损耗计算公式如下：

{\displaystyle {{P}_{\text{c}}}=I_{\text{a}}^{2}{{R}_{\text{a}}}}
其中，{\displaystyle {{P}_{\text{c}}}}为铜损耗，{\displaystyle {{I}_{\text{a}}}}为电枢电流，{\displaystyle {{R}_{\text{a}}}}为电枢电阻。
- 涡流损耗：电枢铁芯中的感应电流造成的功率损耗。感应电流由不断变化的磁通引起，并产生热量和磁损耗。使用叠层磁铁片或增大气隙可减少涡流损耗。铁损耗计算公式如下：

{\displaystyle {{P}_{\text{e}}}={{k}_{\text{e}}}B_{\text{m}}^{2}{{f}^{2}}{{t}^{2}}V}
其中，{\displaystyle {{P}_{\text{e}}}}为涡流损耗，{\displaystyle {{k}_{\text{e}}}}为取决于磁铁材料和形状的常数，{\displaystyle {{B}_{\text{m}}}}为最大磁通密度，{\displaystyle f}是磁通反向频率，{\displaystyle t}是每个叠片的厚度，{\displaystyle V}是磁铁体积。
- 磁滞损耗：电枢铁芯增磁和退磁造成的功率损耗。在增磁和退磁过程中磁铁材料的分子结构中会摩擦生热造成功率损失。使用低矯頑力高磁导率的软磁材料可以减少磁滞损耗。磁滞损耗计算公式如下：

{\displaystyle {{P}_{\text{h}}}={{k}_{\text{h}}}B_{\text{m}}^{1.6}fV}
其中，{\displaystyle {{P}_{\text{h}}}}为磁滞损耗，{\displaystyle {{k}_{\text{h}}}}为取决于磁铁材料的常数，{\displaystyle {{B}_{\text{m}}}}为最大磁通密度，{\displaystyle f}是磁通反向频率，{\displaystyle V}是磁铁体积。
电枢总损耗即为：
{\displaystyle {{P}_{\text{a}}}={{P}_{\text{c}}}+{{P}_{\text{e}}}+{{P}_{\text{h}}}}
电枢效率为电枢输出功率与输入功率之比，即：
{\displaystyle {{\eta }_{\text{a}}}={\frac {{P}_{\text{o}}}{{P}_{\text{i}}}}\times 100\%={\frac {{{P}_{\text{i}}}-{{P}_{\text{a}}}}{{P}_{\text{i}}}}\times 100\%}
其中，{\displaystyle {{\eta }_{\text{a}}}}为电枢效率，{\displaystyle {{P}_{\text{o}}}}为电枢输出功率，{\displaystyle {{P}_{\text{i}}}}为电枢输入功率。

## 电枢反应
直流电机有两个磁通源：电枢磁通和主磁通。电枢磁通对主磁通的影响称为电枢反应。电枢反应会改变磁场的分布，从而影响电机的运行。
由于电枢上绕有线圈，因此只要线圈中有电流流过，电枢中就会产生垂直于主磁场的磁场，这一作用称为电枢交叉磁化。电枢磁场的作用是扭曲主磁场并改变中性面，中性面在电枢绕组平行于磁通线运动方向的位置，因此位于该平面内的轴称为磁中性轴（MNA）。这种效应称为电枢反应，反应力的大小与电枢线圈中的电流大小成正比。几何中轴（GNA）是相邻磁极中心线夹角的平分线，磁中性轴是垂直于通过电枢中心的磁通平均方向的轴线。电枢导体在沿磁中性轴方向上不会切割磁通所以不会产生电流。当电枢导体中没有电流流过时，几何中轴与磁中性轴重合。
发电机的电刷必须设置在中性面上，即必须接触到与没有感应电动势的电枢线圈相连的换向器部分。如果电刷与位于中性面之外的换向器部分接触，就会导致通电线圈短路，从而产生电弧并造成功率损失。如果没有电枢反应，磁中性轴将与几何中轴重合。电枢反应会导致中性面向旋转方向移动，如果电刷在空载时（即无电枢电流流过时）位于中性面上，那么当电枢电流流过时，电刷将不在中性面上。因此，最好在设计发电机时加入一个校正系统。
克服电枢反应影响的方法主要有两种。一种方法是移动电刷的位置使其在发电机产生正常负载电流时处于中性面以抵消电枢反应的影响，另一种方法是在发电机中安装特殊的磁场极（称为中间极）以抵消电枢反应的影响。移刷法适用于在稳定负载下运行的发电机装置。如果负载变化很大，中性面会相对移动，电刷将无法始终处于正确位置。在小型发电机（功率约为1kW或更小）中，这是校正电枢反应的最常用方法。较大型的发电机则需要使用互感器。

## 延伸阅读
- Henry Metcalf Hobart; A. G. Ellis. . The Specialists Series 348 (London: Whittaker). 1907  [2024-07-25]. doi:10.5962/bhl.title.18630. （原始内容存档于2024-07-27）.

## 外部連結
- Example Diagram of an Armature Coil and data used to specify armature coil parameters
- How to Check a Motor Armature for Damaged Windings （页面存档备份，存于）